# Copa Confederacions 2017 - Segona fase
La segona fase de la Copa Confederacions 2017 és la fase final de la competició, després de la fase de grups. Els dos primers equips de cada grup (4 en total) es classifiquen per la segona fase, disputada a eliminació directa i a partir de les semifinals. Els dos perdedors jugaran un partit pel tercer lloc.
Si un partit està empatat al final del temps reglamentari, es juga una pròrroga de 30 minuts (dues parts de 15 minuts) i si al final d'aquesta el final prossegueix, es juga una tanda de penals per determinar el guanyador de l'eliminatòria.

## Quadre
|  | Semifinals        | Semifinals |                            |   | Final | Final |
|  |                   |            |                            |   |       |       |
|  | 28 juny — Kazan   |            |                            |   |       |       |
|  |                   |            |                            |   |       |       |
|  | Portugal          | 0 (0)      |                            |   |       |       |
|  | Portugal          | 0 (0)      | 2 juliol — Sant Petersburg |   |       |       |
|  | Xile              | 0 (3)      |                            |   |       |       |
|  | Xile              | 0 (3)      | Xile                       | 0 |       |       |
|  | 29 juny — Sotxi   |            | Xile                       | 0 |       |       |
|  |                   | Alemanya   | 1                          |   |       |       |
|  | Alemanya          | Alemanya   | 1                          | 4 |       |       |
|  | Alemanya          |            |                            | 4 |       |       |
|  | Mèxic             | 1          |                            |   |       |       |
|  | Mèxic             | 1          | Partit pel tercer lloc     |   |       |       |
|  |                   |            |                            |   |       |       |
|  | 2 juliol — Moscou |            |                            |   |       |       |
|  |                   |            |                            |   |       |       |
|  | Portugal          | 2          |                            |   |       |       |
|  | Portugal          | 2          |                            |   |       |       |
|  | Mèxic             | 1          |                            |   |       |       |

## Partits

### Semifinals
| Portugal                   | 0–0 (pr.) | Xile                       |
| -------------------------- | --------- | -------------------------- |
|                            | Detalls   |                            |
| Tanda de penals            |           |                            |
| Quaresma · Moutinho · Nani | 0–3       | Vidal · Aránguiz · Sánchez |

| Alemanya                                    | 4–1     | Mèxic      |
| ------------------------------------------- | ------- | ---------- |
| Goretzka 6', 8' · Werner 59' · Younes 90+1' | Detalls | Fabián 89' |

### Partit pel tercer lloc
| Portugal                      | 2–1 (pr.) | Mèxic           |
| ----------------------------- | --------- | --------------- |
| Pepe 90+1' · Adrien 104' (p.) | Detalls   | Neto 54' (p.p.) |

### Final
| Xile | 0–1     | Alemanya   |
| ---- | ------- | ---------- |
|      | Detalls | Stindl 20' |